# Vladimir Zubkov (zápasník)
Vladimir Anatoljevič Zubkov (rusky Владимир Анатольевич Зубков; * 30. dubna 1948 Novosibirsk, RSFSR) je bývalý sovětský zápasník, reprezentant v zápase řecko-římském. Čtyřikrát zvítězil na mistrovství světa a jednou skončil druhý. V roce 1972 startoval na olympijských hrách v Mnichově, kde byl po dvou porážkách vyřazen ve druhém kole. Ve stejném roce vybojoval bronz na mistrovství Evropy. V roce 1977 ukončil aktivní sportovní kariéru a začal se věnovat trenérské práci. Trénoval bělorusku, později v rakouskou reprezentaci.